# Старо гробље (градска четврт Ниша)
Старо гробље је градска четврт Ниша у Нишавском управном округу. Административно припада градској општини Палилула. У насељу се налази Старо гробље, гробље које се не користи од почетка 1970-их година 20. века. У насељу се налази Гимназија Светозар Марковић, као и Факултет заштите на раду и Факултет спорта и физичког васпитања. Насеље је саграђено после ослобођења Ниша од Отоманског царства 1878. године, а становништво угланом живи у стамбеним зградама (укључујући и солитере).

## Географија
Старо гробље се налази у југозападном делу Ниша. Западно од насеља се налази Бубањ, источно насеље Палилула, а јужно се простире Калач брдо.

## Саобраћај
До насеља се може доћи градским аутобуским линијама које имају више стајалишта у насељу (линија Калач брдо—Сарајевска и кружна линија Аеродром—Аутобуска станица—Железничка станица), као и линијом Доњи Комрен—Његошева, која има стајалише код самог улаза у насеље, у Његошевој улици. Северно од Старог Гробља налази се железничка пруга која чини границу између градских општина Палилула и Медијана.

## Политика
У насељу се налази седиште градске општине Палилула, на месту где се некада налазило седиште месне заједнице Гаврило Принцип.